# ISO/IEC 7812
国际标准化组织 (ISO)于1989年首次发布了 ISO/IEC7812 智能卡编码标准，这是一个国际标准，它规定了"识别发卡机构的编码系统，发卡机构识别码的格式码（IIN）和主帐号（PAN）。"， 和注册IIN的程序。 ISO/IEC7812 标准分为两个部分：
- 第1部分：编码系统
- 第2部分：申请和注册登记程序

发卡机构识别号码（IIN）的注册机构是美国银行家协会。
IIN目前是六位数字的长度。首位数字是行业标识符（MII），后面跟着5位数字，它们组成了IIN。该IIN与个人账户识别码和单个数字校验配对。
2015年，业内开始着手实施对 ISO 7812 的更改，将IIN的长度增加到8位数。该标准的2017年修订版定义了新的八位数IIN，并规定了将现有六位数IIN转换为八位数IIN的时间表。

## 行业标识符
IIN的第一位（首位）数字表示发卡机构的所属行业。
| MII数值 | 发行行业                             |
| ------- | ------------------------------------ |
| 0       | ISO/TC68 和其它行业的分配            |
| 1       | 航空公司                             |
| 2       | 航空公司、金融和其他的未来产业的分配 |
| 3       | 交通和娱乐                           |
| 4       | 银行和金融                           |
| 5       | 银行和金融                           |
| 6       | 商品推广和银行/金融                  |
| 7       | 石油和其他的未来产业的分配           |
| 8       | 医疗保健、电信和其他的未来产业的分配 |
| 9       | 由各国国内管理机构自行分配           |

MII 9开头的已被分配给各国标准机构供国内使用。第一个数字是9，接下来的的三位数字的国家代码来自ISO 3166-1。国家编号系统由ISO成员国家标准机构管理。美国国家编号系统（首碼為9840）由美国国家标准协会管理。

## 发卡机构代码
包括首位行业标识符在内的前六位数字组成发行者标识符号码（IIN），其标识发行组织。IIN有时被称为“银行识别号码”（BIN）。IIN的使用比银行识别码更广泛。IIN也可以在银行以外的公司使用。

### IIN注册
官方的“发行人识别号码的ISO登记册”，不向公众开放。它只适用于持有登记权的金融网络和可以申请IIN的机构。机构在获得登记之前必须签署许可协议。有几个IIN是众所周知的，特别是那些代表信用卡发行者的。

## 个人识别码
发卡机构为持卡人分配一个账号，账号由IIN、个人识别码和校验码三部分组成，最大长度是19位数。当与六位数IIN结合使用时，个人识别码最大长度为12位数字；当使用八位数IIN时，个人账户标识符的最大长度将仅为10位数。

## 校验码
最后一位是一个校验位，它使用ISO / IEC 7812-1附录B中定义的Luhn算法计算。